# PowerShell
PowerShell, noto inizialmente come Microsoft Shell, MSH o col nome in codice Monad e poi come Windows PowerShell, è una shell caratterizzata dall'interfaccia a riga di comando (CLI) e da un linguaggio di scripting, sviluppata da Microsoft, basato sulla programmazione a oggetti e sul framework Microsoft .NET.
Microsoft intendeva in origine distribuire PowerShell insieme con Windows Vista, ma in seguito ha definito delle date di distribuzione diverse per PowerShell. Necessita della versione 2.0 del .NET Framework ed è supportato su Windows XP, Windows Server 2003, Windows Vista, Windows Server 2008, Windows 7, Windows 8 e Windows 10 disponibile nelle edizioni x86, x64 e Itanium. Era presente in versione 2 su Windows 7 dal quale non è disinstallabile. L'installazione di Powershell su Windows 2000 è possibile (previa installazione del framework), ma il sistema che ne risulta è completamente non standard e non supportato. 
Costituisce inoltre la base dell'interfaccia amministrativa per Microsoft Exchange Server 2007 dove qualsiasi operazione è svolta tramite riga di comando e l'interfaccia GUI è posizionata su uno strato superiore a detti comandi.
Inizialmente noto come Windows PowerShell è stato reso open source e multi piattaforma il 18 agosto 2016 con l'introduzione di PowerShell Core. Il primo è costruito su .NET Framework, il secondo su .NET Core. 

## Storia
Ogni distribuzione di MS-DOS e Microsoft Windows ha sempre incorporato un'Interfaccia a riga di comando: command.com nelle versioni basate su MS-DOS; cmd.exe in quelle basate su Windows NT: non erano, però, in grado di riprodurre, o di automatizzare tutte le funzioni amministrative disponibili tramite GUI, sebbene la situazione sia migliorata con Windows Server 2003. Ciò era dovuto ad una combinazione di limitazioni intrinseche agli strumenti equivalenti a riga di comando o al fatto che Microsoft non ha fornito, per lungo tempo, utility affidabili di questo tipo.
Inoltre, a differenza degli ambienti Unix, né command.com né cmd.exe rispettano lo standard POSIX.2. Services for UNIX include una pdksh che rispetta tale standard, ma sia questa che altre shell UNIX che sono disponibili non sono in grado di compiere molti compiti di routine, che restano legati all'interfaccia grafica di Windows. Sebbene la suite di servizi per UNIX fosse stata integrata in Windows Server 2003 R2 e poi inclusa anche in alcune edizioni di Windows Vista, in un tempo precedente essa era resa disponibile come componente aggiuntivo a pagamento (ad esempio il resource kit di Windows 2000) impedendone di fatto l'adozione su larga scala.
Gli utenti erano scoraggiati dall'uso delle funzionalità a riga di comando a causa della mancanza di documentazione esaustiva. Per contro, anche molte applicazioni grafiche in Unix erano sostanzialmente dei wrapper per tool a riga di comando, comunque corredati di documentazione.
Microsoft tentò quindi di porre rimedio ad alcune di tali limitazioni introducendo nel 1998 Windows Script Host, in concomitanza con la distribuzione di Windows 98. Si trattava di un nuovo livello interprete di istruzioni, che potevano essere espresse con un buon numero di linguaggi di scripting, al fine di controllare le applicazioni. Tuttavia, lo Script Host aveva anche significative limitazioni: non era integrato con la shell, la sua documentazione non era molto accessibile, e fu presto considerato un pericolo per la sicurezza del sistema, dopo che diversi virus misero in luce la debolezza sostanziale del suo modello di sicurezza.
Windows Server 2003 e alcune versioni di Windows XP includono un host per script a riga di comando denominato Cscript.exe (si tratta, essenzialmente, di una porzione autonoma del Windows Script Host di cui sopra), non integrato con la shell preesistente (cmd.exe). Questi sistemi operativi forniscono anche altre righe di comando ad hoc (per esempio netsh), anch'esse non del tutto integrate.
Una limitazione fondamentale all'automatizzazione dei task in Windows era il fatto che le sue interfacce di amministrazione native erano aperte ai tool grafici proprietari di Microsoft, e ad ogni interfaccia di script che Microsoft poteva scegliere di fornire. Poiché la GUI costituiva l'interfaccia primaria, risultava difficile fornire wrapper in grado di essere inseriti in script - una situazione che è esattamente agli antipodi di quella della maggior parte delle implementazioni di UNIX, in cui una riga di comando in grado di eseguire degli script forniva le funzionalità base.
Microsoft progettò PowerShell per rendere meno insormontabili questi problemi, e per rendere meno oneroso il processo di sviluppo di nuove applicazioni grafiche e a riga di comando integrando un linguaggio di scripting più sicuro in una nuova shell di comando estendibile, che fosse in grado di svolgere e automatizzare gli stessi compiti amministrativi fondamentali che vengono svolti tramite interfaccia grafica in Windows. L'interfaccia utente di gestione di Exchange Server 2007, per esempio, si basa su PowerShell. Nella maggior parte dei compiti di tutti i giorni, PowerShell può sostituire cmd.exe e Windows Script Host (WSH). Tuttavia, per motivi di retrocompatibilità, sia cmd.exe che WSH continueranno a essere supportati da Windows. Microsoft si è impegnata a costruire i tool grafici del futuro sopra PowerShell, assicurandosi che le funzionalità amministrative di base continuino a essere utilizzabili tramite riga di comando, sulla falsariga di un sistema operativo Unix.
Microsoft ha pubblicato la seconda beta pubblica di Monad l'11 settembre 2005, mentre la terza è stata distribuita il 10 gennaio 2006.
Microsoft ha annunciato il 25 aprile 2006 che WSH avrebbe cambiato nome in Windows PowerShell, e sarebbe divenuta una parte significativa della sua offerta di strumenti di gestione del sistema.
La prima release candidate di PowerShell è stata distribuita contestualmente all'annuncio.
La seconda release candidate è stata distribuita il 26 settembre 2006.
La versione 1.0 è stata distribuita il 14 novembre 2006.
La versione 2.0 è presente di serie su Windows 7.
La versione 3.0, disponibile per Windows 7 SP1 e Windows 2008 Server R2 SP1 è di serie su Windows 8 e Windows Server 2012, come parte del più ampio Windows Management Framework V3, di cui fa parte anche WinRM.
La versione 6 è stata pubblicata il 2 agosto 2016 e, rende il software open source sotto licenza MIT e lo rende disponibile anche per Linux e Mac OS. Il nome viene infatti cambiato eliminando Windows dal nome e lasciando solo PowerShell.

## Descrizione

### Principi
Il nome in codice di PowerShell, Monad, proviene dalla monadologia di Gottfried Leibniz, una filosofia in cui l'universo è composto da elementi fondamentali, le monadi, disposti in una "armonia prestabilita". In maniera simile, PowerShell è la combinazione di compiti complessi e di una serie di componenti, i cmdlet (command-let), che sono classi .NET progettate per sfruttare le caratteristiche dell'ambiente. La differenza fondamentale tra l'approccio Unix e quello di PowerShell risiede nel fatto che piuttosto che creare una pipeline basata su input e output testuali, PowerShell fa passare i dati da un cmdlet all'altra come oggetti (dati dotati di una struttura ben precisa).
L'output di un cmdlet, se si tenta di accedervi tramite riga di comando, viene automaticamente convertito in testo; se, invece, si tenta di utilizzarlo in un altro cmdlet, esso verrà convertito nell'oggetto più appropriato per l'input di quell'altro cmdlet. In questo modo, varie utility comunemente utilizzate nelle pipelines Unix, quali grep e awk, non sono più necessarie, e si permette una combinazione interattiva o in un ambiente di scripting dei singoli elementi, cosa che avrebbe, diversamente, richiesto un linguaggio di programmazione più complesso. Per esempio, una lista dei processi in esecuzione non sarà costituita dal testo che li descrive, ma dagli oggetti che la compongono, sicché è possibile invocare metodi su questi oggetti senza far esplicito riferimento ad alcuna struttura o libreria.

### Caratteristiche
- Linguaggio di scripting simile al C#, con molte funzionalità dedicate agli utenti esperti, come il supporto diretto alle hash table, i costrutti switch basati su espressioni regolari, la scomposizione degli array, la possibilità di memorizzare come dati metodi anonimi da eseguire in un secondo momento. Sono presenti, naturalmente, tutte le caratteristiche che ci si aspetta di trovare in un linguaggio di scripting, quali l'iterazione (for / foreach / while), i costrutti condizionali (if / switch), i campi di visibilità delle variabili (global / script / local / private) e la possibilità di definire funzioni.
- Tutti i cmdlet ereditano alcune caratteristiche, cosa che permette all'utente di scegliere, ad esempio, il livello di interazione e la modalità di gestione degli errori; si consideri, come esempio, la "sospensione", che permette di entrare in una nuova shell di comando, indagare su un problema, e quindi continuare con il comando originale. Al programmatore viene fornito un semplice meccanismo integrato per definire le richieste da mostrare in situazioni del genere. i cmdlet che restituiscono qualcosa all'esterno supportano le opzioni -WHATIF e -CONFIRM. -WHATIF simula l'esecuzione della procedura, comunicandone il possibile esito all'utente. -CONFIRM informa l'utente su ciò che sta per accadere e gli permette di decidere cosa fare.
- Un modello provider estendibile fornisce la possibilità di accedere e manipolare non solo il file system, ma anche altre strutture dati gerarchiche. Ad esempio, PowerShell integra un provider per il Registro di Windows che consente l'accesso agli alberi HKLM (HKEY_LOCAL_MACHINE) e HKCU (HKEY_CURRENT_USER). In questo modo, il registro può essere visualizzato con comandi quali dir HKLM:\SOFTWARE\Microsoft dal prompt della shell. PowerShell fornisce provider per la libreria di certificati di sicurezza, le variabili d'ambiente e di shell, le funzioni e gli alias; gli utenti possono creare loro propri provider e integrarli in PowerShell.
- Le opzioni della riga di comando sono, in genere, parole intere, ma è possibile farvi riferimento più velocemente, specificando solo il numero minimo di lettere necessario a distinguerle dalle altre (per esempio, l'opzione -mostra-informazioni-dettagliate può essere richiamata specificando solo -m se nessun'altra opzione comincia per m).
- Completamento automatico dei comandi estendibile dall'utente. Si pensi che cmd.exe nelle versioni recenti di Windows può solo completare i nomi di file e directory, a differenza di ciò che accade in shell quali bash e zsh.
- Possibilità di assegnare l'output di un comando ad una variabile, che diventa un oggetto o un array di oggetti visualizzabile in qualunque maniera si desideri.

## Windows PowerShell ISE
Windows PowerShell ISE (Integrated Scripting Environment) è un’applicazione introdotta a partire da PowerShell 2.0. Con questa versione di PowerShell si possono eseguire comandi, provare e sottoporre a debug gli script in un’unica interfaccia utente multivista (e con grafica Windows). I riquadri sono specifici per i comandi, per gli script e per i risultati.